# قلعة نو حكيمي (همت أباد)
قلعة نو حکیمي (بالفارسية: قلعه‌نو حکیمی) هي مستوطنة تقع في إيران في قسم همت أباد الريفي. يقدر عدد سكانها بـ 182 نسمة .